# تأثير الزوج الخامل
تأثير الزوج الخامل ظاهرة في الكيمياء تميل فيها الإلكترونات في المدارات الذرية s في الطبقات أو الأغلفة الأخيرة لأن تبقى منفردة وغير مشتركة في مركبات الفلزات بعد الانتقالية. يستخدم هذا التعبير للإشارة إلى الثباتية المتزايدة لحالات الأكسدة الأقل بدرجتين من التكافؤ الشائع لعناصر المجموعات 13 و14 و15 و16. ابتدع هذا المصطلح الكيميائي نيفل سيدجويك Nevil Sidgwick سنة 1927.
على سبيل المثال فإن عناصر الوحدة p في الجدول الدوري في الدورة الرابعة والخامسة والسادسة تأتي بعد عناصر الوحدة d، إلا أن الإلكترونات الموجودة في المدارات d و f لا تقوم بالحجب بشكل فعال لإلكترونات المدار s التكافؤية. مما يؤدي كنتيجة إلى اتصاف الإلكترونات على المدار s بالخمول ولا تميل إلى الارتباط لتشكيل مركبات بسبب قوة الجذب من النواة.

## اقرأ أيضاً
- تأثير الحجب